# Farailde di Gand
Farailde di Gand, o in olandese Veerle (650 – Bruay-sur-l'Escaut, 740), è stata una nobile belga che condusse una vita dedicata ai bisognosi ed è venerata come santa dalla chiesa cattolica.
Secondo la Vita Gudilae Farailde era sorella di Santa Gudula, di Santa Reinilde e di Sant'Emeberto, ma ciò non è confermato nella sua biografia, la Vita Pharaildis.

## Biografia
Nacque nel Brabante, in una nobile e ricca famiglia, proprietaria di terre nel Brabante e nell'Hainault, e fu educata nel monastero di Nivelles, diretto da santa Gertrude.
Fu costretta a sposare il nobile Guy, figlio di Ottone, capo di una tribù sassone, stabilitasi a Bruay-sur-l'Escaut. Il matrimonio fu molto tormentato, poiché Guy non accettava la decisione di Farailde di rimanere vergine. Molto presto tuttavia Guy si ferì gravemente durante una partita di caccia a cavallo: Farailde si prese cura di lui ma in breve tempo egli morì. La tradizione vuole che allora lei avesse conservato la sua verginità. Rimasta vedova e con molti mezzi a disposizione rese grandi servigi alla popolazione di Bruay-sur-l'Escaut.

## Miracoli
Si narra che durante la sua vita, ed anche dopo, Farailde abbia compiuto numerosi miracoli:
- a Bruay sur l'Escaut fece scaturire una sorgente, colpendo il suolo con un fuso, per dissetare alcuni braccianti che lavoravano nei campi e l'acqua di questa fonte sarebbe stata usata per guarire bambini ammalati.[2] Dopo questo evento,  corso dei secoli seguenti, la fonte fu trasformata in pozzo ed i piani del comune della fine del XVIII secolo ne indicano la posizione. Essa inaridì verso la metà del XX secolo a causa dello sfruttamento delle vicine miniere e fu chiusa da una lastra di cemento, per motivi di sicurezza. Essa venne riscoperta nel 1990, in occasione del 1250º anniversario della morte della Santa, per iniziativa di un abate. Il luogo fu rinvenuto sul marciapiede antistante una casa del paese. Una lastra verticale in marmo ed un'opera in muratura rappresentanti un pozzo sono stati collocati sul luogo.
- un gruppo di oche selvatiche si sarebbe stabilito nella campagna circostante Bruay sur l'Escaut ed un domestico, catturatane una ed uccisala, la cucinò e la mangiò con la sua famiglia: Farailde, appresa la vicenda, si sarebbe fatta consegnare dal domestico i resti del pasto ed avrebbe risuscitato il volatile;[3][4]
- si racconta anche della trasformazione in pietra di pane negato ad una povera vicina di casa da una donna cattiva:[3]

una signora chiese alla sua vicina del pane per sfamarsi ma quest'ultima rifiutò, sostenendo di non averne, nonostante fosse appena tornata dal forno, ed alle insistenze della questuante, che l'aveva vista rientrare, affermò: «Che Iddio e santa Farailde mutino il mio pane in pietre se ne ho più di mezza pagnotta in casa!». Ma allorché ella rientrò in casa ed aprì la dispensa trovò, invece del pane che aveva acquistato, solo pietre. Questo miracolo avvenne a Steenockerzeel nell'anno 1300 ed è attestato da una relazione del 1342 sottoscritta da cinque parroci della zona e confermata dal sigillo dell'arcivescovo di Cambrai e dal decano di santa Gudula di Bruxelles.
Le pietre si trovano nella chiesa di Steenockerzeel, portatevi all'inizio del 1990 dalla cappella di Geetbroek, demolita a seguito dell'ampliamento dell'aeroporto di Bruxelles.

## Culto
Alla sua morte la salma venne inumata nella cappella di San Giovanni Battista, che lei stessa aveva fatto erigere e che in seguito divenne probabilmente la chiesa di Santa Farailde a Bruay sur l'Escaut. Poco dopo il suo decesso i fedeli iniziarono a venerarla come santa. Il suo culto venne ratificato nel  754. Nell'810 si parla di un santuario a lei dedicato in una via di Saint-Saulve. Nel 914, in un documento di re Roberto, si parla di una Basilica beatae Pharaïldis, distrutta dai normanni in una delle loro incursioni fra l'879 e l'883. Nel 1645 venne costituita una Confraternita di Santa Farailde, che fu confermata nel 1788. La sua salma venne traslata a Gand e ne divenne co-patrona insieme a san Bavone.
Durante la demolizione della vecchia chiesa di Bruay sur l'Escaut nel 1892, venne scoperto un cenotafio risalente al XII secolo. La chiesa attuale possiede un reliquiario del XV secolo.